# Sciurus sanborni
Lo scoiattolo di Sanborn (Sciurus sanborni Osgood, 1944) è una specie di scoiattolo arboricolo del genere Sciurus endemica del Perù.

## Descrizione
Il corpo dello scoiattolo di Sanborn misura 15,5-17,5 cm e la coda 16-18 cm. È strettamente imparentato con lo scoiattolo dalla coda rossa (Sciurus granatensis) e con quello della Guiana (Sciurus aestuans), ai quali somiglia moltissimo nell'aspetto. Il dorso è di colore marrone-oliva, con una macchia chiara dietro a ogni orecchio, e il ventre è arancione. La coda può esibire una serie di bande sfumate. È presente anche un indistinto anello oculare chiaro.

## Distribuzione e habitat
Lo scoiattolo di Sanborn vive solamente nelle foreste pluviali di un'area del Perù orientale, la regione di Madre de Dios, a circa 400 m di quota.

## Biologia
Questa specie è nota solamente a partire da pochi esemplari e sulla sua biologia non sappiamo praticamente nulla.

## Conservazione
Le notizie inerenti a questa specie sono così poche che la IUCN la inserisce tra quelle a status indeterminato.